# Ксавие Малис
Ксавие Малис (на френски: Xavier Malisse е белгийски професионален тенисист. Победител в Откритото първенство на Франция по двойки през 2004 г.

## Биография
Ксавие Малис е роден на 19 юли 1980 г. в Кортрейк, Белгия.

## Кариера
Ксавие Малис изиграва първия си професионален мач в ATP през 1998 г. През ноември същата година играе първия си финал в турнир на ATP — в Мексико, където отстъпва на чешкия тенисист Иржи Новак с 3-6, 3-6. През 1999 г. достига до финала на турнира в Делрей Бийч. През май дебютира в основната схема на турнир от Големия шлем — Откритото първенство на Франция, където губи още в първия кръг. През 2001 г. за втори път в кариерата си, се класира на финала на турнира в Делрей Бийч и отново отстъпва. През същия сезон достига до финала в Атланта. През 2002 г., побеждавайки по пътя испанeца Гало Бланко, американеца Винсънт Спейдия, руснака Евгени Кафелников, британеца Грег Руседски и холандския тенисист Рихард Крайчек в продължителен петсетов мач с общ резултат 6-1, 4-6, 6-2, 3-6, 9-7, Малис усрява да се добере до полуфинала на Уимбълдън. В оспорвана борба за класиране на финала, той отстъпва на аржентинеца Давид Налбандиян с 6-7(2), 4-6, 6-1, 6-2, 2-6.
Успешният сезон в кариерата на Ксавие Малис е 2004 г. През май, след тригодишна суша, той достига до финала на турнира от ATP в австрийския град Санкт Пьолтен.
През 2009 г. Малис е наказан за една година, поради обвинения в допинг.

## Кариерна статистика

#### Титли отГолям шлемна двойки (1)
| Год  | Турнир      | Настилка | Партньор     | Съперници във финала         | Резултат |
| ---- | ----------- | -------- | ------------ | ---------------------------- | -------- |
| 2004 | Ролан Гарос | Клей     | Оливие Рокюс | Микаел Льодра Фабрис Санторо | 7–5, 7–5 |

### ATP финали на сингъл (3 титли; 12 финала)
|        | П–З | Година | Турнир                 | Клас-серии     | Настилка  | Опонент            | Резултат           |
| ------ | --- | ------ | ---------------------- | -------------- | --------- | ------------------ | ------------------ |
| Загуба | 0–1 | 1998   | Мексико Оупън          | Световни серии | Клей      | Иржи Новак         | 3–6, 3–6           |
| Загуба | 0–2 | 1999   | Делрей Бийч Оупън      | Световни серии | Клей      | Лейтън Хюит        | 4–6, 7–6(7–2), 1–6 |
| Загуба | 0–3 | 2001   | Делрей Бийч Оупън      | Международни   | Твърда    | Ян-Майкъл Гембил   | 5–7, 4–6           |
| Загуба | 0–4 | 2001   | Веризон Чалъндж        | Международни   | Клей      | Анди Родик         | 2–6, 4–6           |
| Загуба | 0–5 | 2004   | Хипо Груп Интернешънъл | Международни   | Клей      | Филипо Воландри    | 1–6, 4–6           |
| Загуба | 0–6 | 2004   | Сюд дьо Франс Оупън    | Международни   | Килим (з) | Робин Сьодерлинг   | 2–6, 6–3, 4–6      |
| Победа | 1–6 | 2005   | Делрей Бийч Оупън      | Международни   | Твърда    | Иржи Новак         | 7–6(8–6), 6–2      |
| Загуба | 1–7 | 2006   | Аделаида Интернешънъл  | Международми   | Твърда    | Флоран Сера        | 3–6, 4–6           |
| Загуба | 1–8 | 2006   | Делрей Бийч Оупън      | Международни   | Твърда    | Томи Хаас          | 3–6, 6–3, 6–7(5–7) |
| Победа | 2–8 | 2007   | Махаращра Оупън        | Международни   | Твърда    | Щефан Кубек        | 6–1, 6–3           |
| Победа | 3–8 | 2007   | Делрей Бийч Оупън      | Международни   | Твърда    | Джеймс Блейк       | 5–7, 6–4, 6–4      |
| Загуба | 3–9 | 2011   | Махаращра Оупън        | 250 серии      | Твърда    | Станислас Вавринка | 5–7, 6–4, 1–6      |

### ATP финали на двойки (9 титли; 13 финала)
| №  | Дата           | Турнир      | Настилка | Партньор              | Съперници във финала               | Резултат              |
| -- | -------------- | ----------- | -------- | --------------------- | ---------------------------------- | --------------------- |
| 1. | 5 юни 2004     | Ролан Гарос | Клей     | Оливие Рокюс          | Микаел Льодра Фабрис Санторо       | 7–5, 7–5              |
| 2. | 9 януари 2005  | Аделаида    | Твърда   | Оливие Рокюс          | Симон Аспелин Тод Пери             | 7–6, 6–4              |
| 3. | 1 януари 2007  | Ченай       | Твърда   | Дик Норман            | Рафаел Надал Бартоломе Салва-Видал | 7–6(7–4), 7–6(7–4)    |
| 4. | 28 януари 2007 | Делрей Бийч | Твърда   | Хюго Армандо          | Джеймс Окланд Стивън Хъс           | 6–3, 6–7, [10–5]      |
| 5. | 18 март 2011   | Индиън Уелс | Твърда   | Александър Долгополов | Роджър Федерер Станислас Вавринка  | 6–4, 6–7(7–5), [10–7] |